# Paspalum nanum
Paspalum nanum là một loài thực vật có hoa trong họ Hòa thảo. Loài này được C.Wright ex Griseb. mô tả khoa học đầu tiên năm 1866.